# 王仙镇
王仙镇，是中华人民共和国湖南省株洲市醴陵市下辖的一个乡镇级行政单位。

## 行政区划
王仙镇下辖以下地区：
中心社区、新民社区、瓷泥矿社区、李山村、马桥村、书堂村、观口村、王仙村、司徒村、香水村、三狮村、石燕村、双江村、清潭村和庄埠村。